# 東日本橋
東日本橋（日语：／ Higashi-nihonbashi */?）是日本東京都中央區的地名，屬舊日本橋區。

## 概要
清洲通西側為批發街，東側以辦公大與住宅為主，是日本橋地域内人口較多的地區。
作為交通要地而繁榮，過去曾為江戶的歡樂街。町內有許多歷史名勝。

## 地理
位於日本橋地域東北部，鄰台東區（淺草橋、柳橋）、墨田區（兩國）。
河川、橋
- 隅田川
  - 兩國橋
- 神田川
  - 淺草橋
  - 柳橋

## 歷史
1971年（昭和46年）4月實施住居表示，東日本橋成立。
明治時代前，此地有條藥研堀，掘上有元柳橋。
近代以前，位於隅田川西岸的本地稱為「兩國」。詳情請見中央區側的兩國。

### 舊町名
現1丁目
- 日本橋村松町、日本橋若松町、日本橋矢之倉町、日本橋藥研堀町、日本橋米澤町

現2丁目
- 日本橋兩國

現3丁目
- 日本橋橘町

### 地名由來
「東日本橋」是實施住居表示時所命名的新町名，但實際上此地位於日本橋地區北部。

## 地域
教育
- 中央區立日本橋中學校

所轄之警察署、消防署
- 久松警察署（所在地：日本橋久松町）
- 日本橋消防署（所在地：日本橋兜町）

企業
- Prima樂器（プリマ楽器） 本社

## 観光
景點、古蹟
- 兩國廣小路 - 設有紀念碑。
- 川崎大師東京別院 藥研堀不動院
- 順天堂大學 - 發源地。

## 交通
鐵路
- 都營地下鐵淺草線 ○東日本橋站 - 副站名為問屋街。
- 都營地下鐵新宿線 ○馬喰横山站 - 設有出入口。（所在地：日本橋橫山町）

巴士
- 都營巴士秋26 東日本橋站前（葛西站方向）
- 中央區社區巴士北循環 馬喰横山站

道路
- 國道6號（江戶通）
- 東京都道302號新宿兩國線（靖國通） - 本線終點。
- 清杉通
- 清洲橋通

## 備註
1. ↑  町丁目別世帯数男女別人口　中央区ホームページ  平成25年8月1日現在 的存檔，存档日期2013-03-12.

## 外部連結
- 日本橋濱町地區 町名的由來 - 中央區官方網站内
- 東日本橋［人形町、濱町地區］- 中央區觀光協會
- 東日本橋二丁目 藥研堀商店會 （页面存档备份，存于）
- 東日本橋 - 古今、江戶日本橋 日本橋”町”物語 （页面存档备份，存于）